# Championnat du Danemark de football de troisième division
 (juin 2025).
Si vous disposez d'ouvrages ou d'articles de référence ou si vous connaissez des sites web de qualité traitant du thème abordé ici, merci de compléter l'article en donnant les références utiles à sa vérifiabilité et en les liant à la section « Notes et références ».

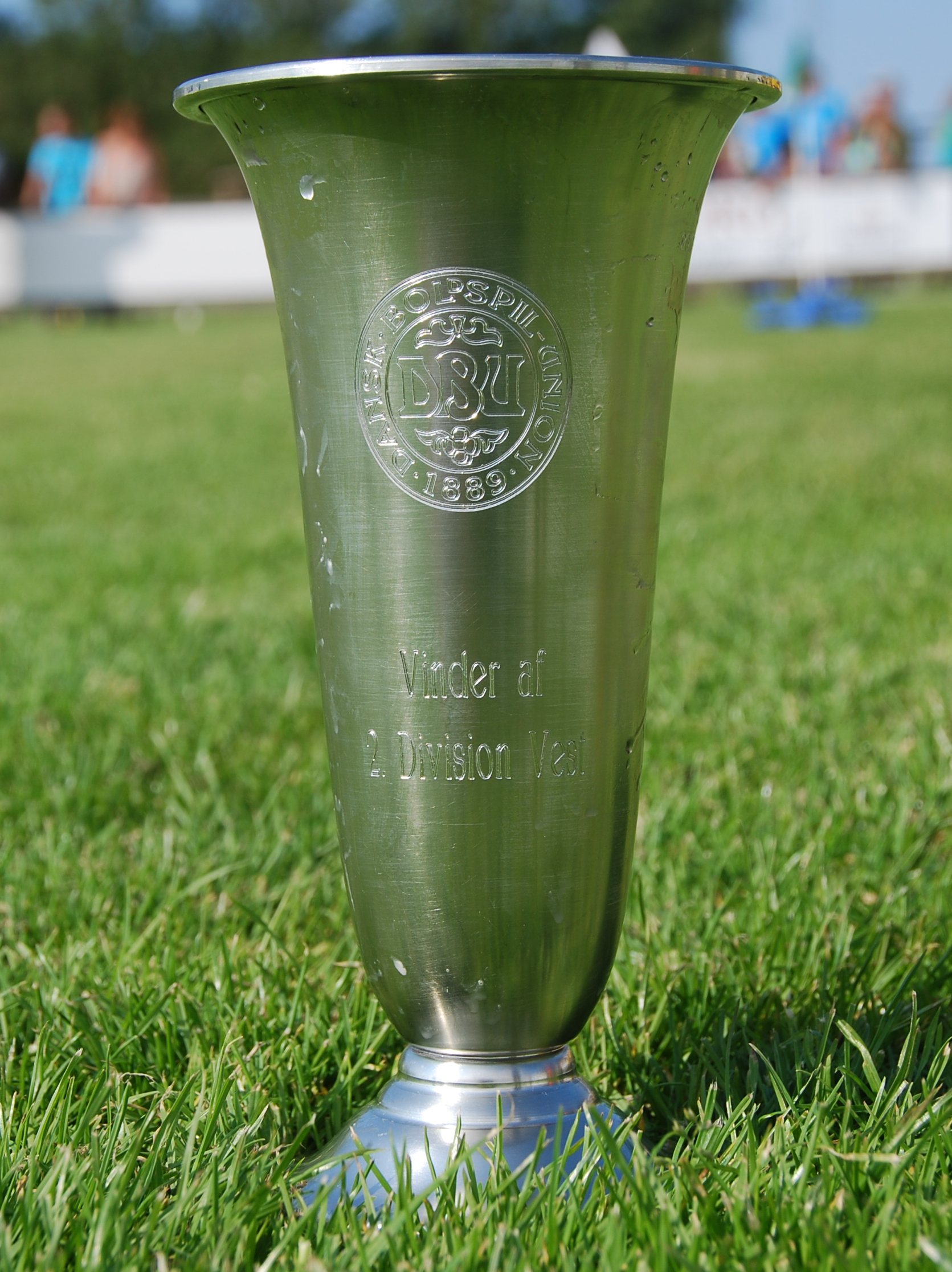
Trophy du 2. division Ouest. (Photo : Lars Schmidt)

Le championnat du Danemark de football de troisième division a été créé en 1937.

## Histoire
Le championnat de troisième division comporte deux séries, la Série Ouest et la Série Est. Toutefois durant certaines périodes il existe une poule unique, de 1945 à 1965 lorsque le championnat est nommé, 3.Division, puis de 1975 à 1985.
En 1991, avec la création de la Superligaen qui devient le premier niveau du football danois, la troisième division se nomme 2.Division. De 1997 à 2005, elle revient à une poule unique puis sera de nouveau séparée de 2005 à 2015. Le championnat se dispute avec 24 équipes réparties dans deux groupes où les 6 premiers se qualifient dans une poule championnat et les 6 derniers de groupe dans une poule de relégation.
Depuis 2021, le championnat se dispute avec 12 équipes. Après la 22e journée, les six premiers disputent la poule championnat où les deux premiers sont promus directement en 1.Division. Les six derniers jouent dans un autre mini-championnat où les deux derniers seront relégués.